# Collège de France
O Collège de France, fundado em 1530, é um estabelecimento de ensino e pesquisa (Grand Etablissement) na França. Está localizado em Paris, no 5º arrondissement, ou Quartier Latin, em frente ao campus histórico da Sorbonne.

## Visão geral
O Collège é considerado o estabelecimento de pesquisa de maior prestígio da França. Desde 2017, 21 vencedores do Prêmio Nobel e 8 Medalhistas Fields eram afiliados ao Collège. Não concede diplomas. Cada professor é obrigado a ministrar palestras em que a participação é gratuita e aberta a todos. Os professores, cerca de 50, são escolhidos pelos próprios professores, de uma variedade de disciplinas, tanto de ciências como de humanidades. O lema do Collège é Docet Omnia, palavra latina para "Ensina tudo"; seu objetivo é "ensinar ciência em construção" e pode ser resumido por Maurice Merleau-PontyFrase de: "Não aprendemos verdades, mas a ideia de pesquisa livre" que está inscrita em letras douradas acima do salão principal.
O estabelecimento é membro associado da PSL Research University (comunidade de universidades parisienses).
O Collège possui laboratórios de pesquisa e uma das melhores bibliotecas de pesquisa da Europa, com seções de história com livros raros, humanidades, ciências sociais e também química e física.
O site do Collège de France hospeda várias vídeos de aulas. As aulas são acompanhadas por vários alunos, desde investigadores seniores a alunos de doutoramento ou mestrado, ou ainda alunos de licenciatura. Além disso, as leçons inaugurales (primeira aula) são eventos importantes na vida intelectual e social de Paris e atraem um grande público de parisienses curiosos.

## História
O Collège foi fundado pelo rei Francisco I de França, inspirado no Collegium Trilingue em Louvain, a pedido de Guilherme Budé. De inspiração humanista, a escola surgiu como uma alternativa à Sorbonne para promover disciplinas como Hebraico, Grego Antigo (tendo como primeiro professor o célebre estudioso Janus Lascaris) e Matemática. Inicialmente chamado de Collège royal, e mais tarde Collège des trois langues (Collegium Trilingue), Collège nacional, e Collège impérial, foi denominado Collège de France em 1870. Em 2010, tornou-se um associado fundador da PSL Research University.